# Собор Святейшего Сердца Иисуса (Батерст)
Собор Святейшего Сердца Иисуса (фр. Cathédrale du Sacré-Cœur, англ. Sacred Heart Cathedral) — католическая церковь, находящаяся в городе Батерст, графство Глостер, провинция Нью-Брансуик, Канада. Церковь является кафедральным собором епархии Батерста.

## История
В 1871 году священник Илларион Дусе основал католический приход в городе Батерст. В 1881 году приход был канонически утверждён; ему было присвоено название в честь Святого Семейства. Первые богослужения прихода Святого Семейства проходили в зале трезвости, который находился на месте современного храма. 9 августа зал трезвости сгорел и священник Илларион Дусе приступил к строительству нового храма для прихода Святого Семейства.
8 ноября 1886 года был освящён краеугольный камень. Была возведена временная деревянная часовня, в которой богослужения стали проводиться с 19-го декабря 1886 года. В апреле 1887 года началось строительство каменного храма, который был завершён в 1888 году. Здание храма в неоготическом стиле было построено из местного гранита.
В 1896 году был установлен колокол. В 1897 году приход приобрёл орган. В июле 1901 года были в храме были установлены скамейки; внутренний интерьер церкви был украшен готическими витражами.
В 1948 году, после учреждения епархии Батерста, церковь Святого Семейства стала кафедральным собором этой епархии и была переименована в честь Святейшего Сердца Иисуса Христа. В этом же году началась реставрация храма, которая завершилась в 1950 году.